# Neotheronia embolema
Neotheronia embolema là một loài tò vò trong họ Ichneumonidae.